# Pierre Doukan
Pierre Doukan (Paris, 16 octobre 1927 - Suresnes, 10 décembre 1995) est un violoniste français, ainsi qu'un compositeur et un pédagogue.

## Biographie
Pierre Doukan (à l'état civil Pierre Bernard Doukhan) a emporté au conservatoire de Paris les premiers prix de violon de musique de chambre et d'histoire de la musique (1946-1947). En 1955, il a remporté le troisième prix du Concours musical international Reine Élisabeth de Belgique et en 1957 également un prix au Concours international de violon Niccolò Paganini. 
Il s'est surtout consacré à la musique de chambre et plusieurs de ses enregistrements sont couronnés par l'Académie du disque.
En 1959 il est nommé violon-solo à l'opéra de Paris.
En 1969, il est devenu professeur de violon au conservatoire de Paris en même temps que Michèle Auclair. Durant les deux décennies qui ont suivi, leurs étudiants ont remporté plus de 45 prix internationaux. Il quittera le Conservatoire National Supérieur de Musique de Paris en Août 1992. 
En 1984, il est nommé directeur artistique de l'Académie d'orchestre et chargé du cours de perfectionnement destiné aux violons solos du CNR de Paris. En 1993, il devient directeur musical du département de préparation aux métiers de l'orchestre du CNR. Il sera également violon-solo à l'orchestre national de Montpellier de 1992 à 1993.
Pierre Doukan a composé de nombreuses œuvres pour le violon et a publié une méthode de violon en plusieurs volumes. 
Il était marié avec la pianiste Thérèse Cochet, avec qui il a souvent joué en concert et avec qui il a fait plusieurs enregistrements.